# '38
'38 (38 – Auch das war Wien) è un film del 1987 diretto da Wolfgang Glück, nominato all'Oscar al miglior film straniero.

## Trama
Nel 1938, poco prima dell'invasione dell'Austria da parte di Adolf Hitler, l'attrice Carola Hell è all'inizio di una promettente carriera. È innamorata dello scrittore ebreo Martin Hoffmann e i due credono che  la loro storia d'amore possa continuare nonostante i cambiamenti politici nel loro Paese. Hoffmann cade però nelle mani della Gestapo e Carola, gravida, fugge a Praga.